# 里奧鎮區 (伊利諾伊州諾克斯縣)
里奧鎮區（英語：Rio Township）是位於美國伊利諾伊州諾克斯縣的一個行政鎮區。

## 地方資料
根據2010年美國人口普查的數據，里奧鎮區的面積為93.70平方千米，當中陸地面積為93.70平方千米，而水域面積為0.00平方千米。當地共有人口502人，而人口密度為每平方千米5.36人。